# ميل أنتوني
ميل أنتوني (بالإنجليزية: Mel Anthony)‏ هو لاعب كرة القدم الكندية أمريكي، ولد في 1943.